# European Open 2024
L'European Open 2024 è stato un torneo di tennis che si è giocato nei campi in cemento al coperto. È stata la nona edizione del torneo, facente parte della categoria ATP Tour 250 nell'ambito dell'ATP Tour 2024. Il torneo si è giocato alla Lotto Arena di Anversa, in Belgio, dal 14 al 20 ottobre 2024.

## Partecipanti al singolare

### Teste di serie
| Nazionalità | Giocatore               | Ranking* | Testa di serie |
| ----------- | ----------------------- | -------- | -------------- |
| Australia   | Alex de Minaur          | 11       | 1              |
| Grecia      | Stefanos Tsitsipas      | 12       | 2              |
| Canada      | Félix Auger-Aliassime   | 21       | 3              |
| Argentina   | Sebastián Báez          | 26       | 4              |
| Rep. Ceca   | Jiří Lehečka            | 34       | 5              |
| Argentina   | Tomás Martín Etcheverry | 37       | 6              |
| Argentina   | Mariano Navone          | 38       | 7              |
| Stati Uniti | Marcos Giron            | 47       | 8              |

* Ranking al 30 settembre 2024.

### Altri partecipanti
I seguenti giocatori hanno ricevuto una wildcard per il tabellone principale:
- Alexander Blockx
- Raphaël Collignon
- Richard Gasquet

I seguenti giocatori sono entrati nel tabellone principale passando dalle qualificazioni:

- Aleksej Vatutin
- Thiago Seyboth Wild
- Luca Van Assche
- Gilles-Arnaud Bailly

### Ritiri
Prima del torneo
- Nuno Borges → sostituito da  Márton Fucsovics
- Jakub Menšík → sostituito da  Thiago Monteiro
- Shang Juncheng → sostituito da  Jaume Munar
- Jordan Thompson → sostituito da  Daniel Altmaier

## Partecipanti al doppio

### Teste di serie
| Nazione  | Giocatore         | Nazione   | Giocatore              | Ranking* | Testa di serie |
| -------- | ----------------- | --------- | ---------------------- | -------- | -------------- |
| Germania | Kevin Krawietz    | Germania  | Tim Pütz               | 26       | 1              |
| Messico  | Santiago González | Francia   | Édouard Roger-Vasselin | 47       | 2              |
| Belgio   | Sander Gillé      | Belgio    | Joran Vliegen          | 66       | 3              |
| Croazia  | Ivan Dodig        | Rep. Ceca | Adam Pavlásek          | 73       | 4              |

* Ranking al 30 settembre 2024.

### Altri partecipanti
Le seguenti coppie di giocatori hanno ricevuto una wildcard per il tabellone principale: 
- Alexander Blockx /  Raphaël Collignon
- Michael Geerts /  Yannick Hanfmann

La seguente coppia di giocatori è entrata in tabellone con il ranking protetto:
- Robin Haase /  David Pel

### Ritiri
Prima del torneo
- Robin Haase /  Botic van de Zandschulp → sostituiti da  Robin Haase /  David Pel

## Punti
| Evento    | V   | F   | SF  | QF | 2T   | 1T | Q    | Q2   | Q1   |
| Singolare | 250 | 165 | 100 | 50 | 25   | 0  | 13   | 7    | 0    |
| Doppio    | 250 | 150 | 90  | 45 | N.D. | 0  | N.D. | N.D. | N.D. |

## Montepremi
| Evento    | V         | F        | SF       | QF       | 2T       | 1T      | Q2      | Q1      |
| Singolare | 104 985 € | 61 235 € | 36 000 € | 20 860 € | 12 110 € | 7 400 € | 3 700 € | 2 020 € |
| Doppio*   | 36 470 €  | 19 510 € | 11 440 € | 6 390 €  | N.D.     | 3 770 € | N.D.    | N.D.    |

*per team

## Campioni

### Singolare
Roberto Bautista Agut ha sconfitto in finale  Jiří Lehečka con il punteggio di 7-5, 6-1.
- È il dodicesimo titolo in carriera per Bautista Agut, il primo in stagione.

### Doppio
Alexander Erler /  Lucas Miedler hanno sconfitto in finale  Robert Galloway /  Oleksandr Nedovjesov con il punteggio di 6-4, 1-6, [10-8].